# Kanton Gradignan
Kanton Gradignan (fr. Canton de Gradignan) je francouzský kanton v departementu Gironde v regionu Akvitánie. Tvoří ho tři obce.

## Obce kantonu
- Canéjan
- Cestas
- Gradignan